# Priyanka Kerketta
Priyanka Kerketta (* 13. Oktober 1998) ist eine indische Weitspringerin.

## Sportliche Laufbahn
Erste internationale Erfahrungen sammelte Priyanka Kerketta 2016 bei den Juniorenasienmeisterschaften in der Ho-Chi-Minh-Stadt, bei denen sie mit einer Weite von 5,75 m den zehnten Platz belegte. 2019 nahm sie an der Sommer-Universiade in Neapel teil und schied dort mit 5,88 m in der Qualifikation aus. Anfang Dezember erreichte sie bei den Südasienspielen in Kathmandu mit einem Sprung auf 5,94 m den vierten Platz.
2019 wurde Kerketta indische Meisterin im Weitsprung.